# Nižné Tomanovské pleso
Nižné Tomanovské pleso je ledovcové jezero ve skupině Tomanovských ples v Tomanovské dolině, jež je horní větví Tiché doliny v Západních Tatrách na Slovensku. Má rozlohu 0,0945 ha a je 40 m dlouhé a 29 m široké. Dosahuje maximální hloubky 0,9 m a objem vody v něm činí 284 m³. Leží v nadmořské výšce 1592 m.

## Okolí
Okolí plesa je porostlé travou a kosodřevinou. Na jihovýchodě se nachází Malé a Vyšné Tomanovské pleso a za nimi se zvedají svahy Liptovské Tomanové a na jihozápadě svahy Poľské Tomanové. Na západě ve vzdálenosti 100 m vede Polsko-slovenská státní hranice.

## Vodní režim
Pleso má dva nepravidelné drobné povrchové přítoky a odtéká z něj na severovýchod zdrojnice Tomanova potoka, který o něco níže překonává Tomanovský vodopád. Rozměry jezera v průběhu času zachycuje tabulka:
| Rok   | Měření prováděl | Rozloha ha | Délka m | Šířka m | Hloubka max.m | Objem m³ |
| ----- | --------------- | ---------- | ------- | ------- | ------------- | -------- |
| [ 1 ] | WET             | 0,09       | 40      | 29      | [ 1 ]         | [ 1 ]    |
| 2005  | Gregor, Pacl    | 0,0945     | [ 1 ]   | [ 1 ]   | 0,9           | 284      |

## Přístup
Pleso není veřejnosti přístupné.  Červená turistická značka z Rázcestí pod Tomanovou, která vedla 100 m severně dále na Tomanovské sedlo a do Polska byla zrušena v roce 2008.